# Daniel J. Griffin

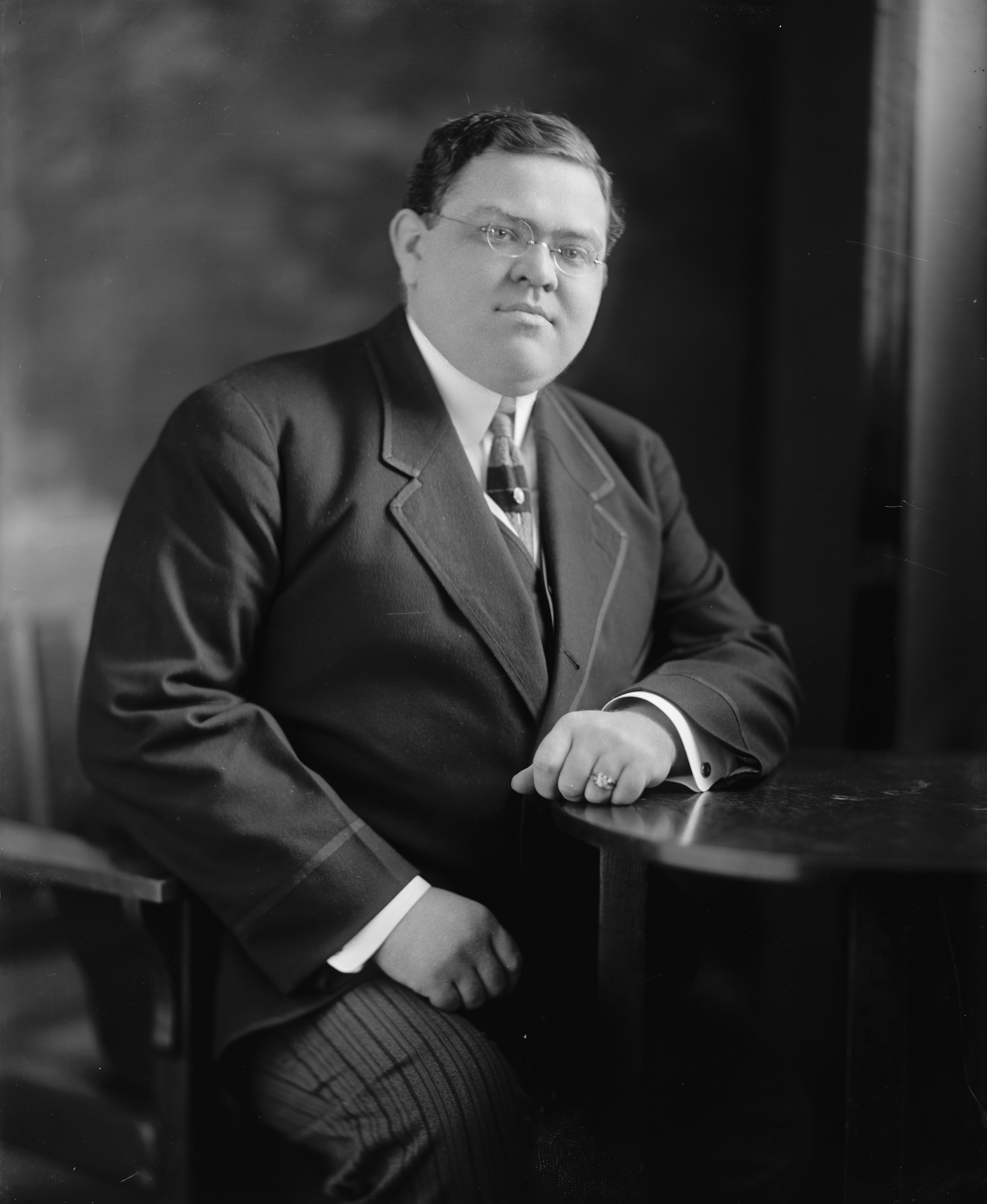
Daniel J. Griffin

Daniel Joseph Griffin (* 26. März 1880 in Brooklyn, New York; † 11. Dezember 1926 ebenda) war ein US-amerikanischer Jurist und Politiker. Zwischen 1912 und 1918 vertrat er den Bundesstaat New York im US-Repräsentantenhaus.

## Werdegang
Daniel Joseph Griffin wurde im Todesjahr von Victorio, einem Anführer der Chiricahua-Apachen, in der damals noch eigenständigen Stadt Brooklyn geboren. In der folgenden Zeit besuchte er Parochial Schools in Brooklyn, das St. Laurent College bei Montreal (Kanada) und das St. Peter’s College (heute Saint Peter’s University) in Jersey City. Er graduierte dann an der New York Law School. Seine Zulassung als Anwalt erhielt er 1902 und begann dann in Brooklyn zu praktizieren. Zwischen 1903 und 1906 war er Commissioner of Licenses im Borough von Brooklyn. Danach hatte er zwischen 1906 und 1912 die Leitung der Verwaltungs- und Vormundschaftsabteilungen am Vormundschaftsgericht (Surrogate's Court) im Kings County. Politisch gehörte er der Demokratischen Partei an. 1912 nahm er als Delegierter an der Democratic National Convention in Baltimore teil.
Bei den Kongresswahlen des Jahres 1912 für den 63. Kongress wurde Griffin im achten Wahlbezirk von New York in das US-Repräsentantenhaus in Washington, D.C. gewählt, wo er am 4. März 1913 die Nachfolge von Daniel J. Riordan antrat. Er wurde zwei Mal in Folge wiedergewählt, verkündete allerdings am 31. Dezember 1917 seinen Rücktritt. Als Kongressabgeordneter hatte er den Vorsitz im Military Affairs Committee.
Nach seiner Kongresszeit wurde er in den Jahren 1918 und 1919 zum Sheriff in Kings County gewählt. Danach war er wieder als Anwalt tätig. Er verstarb am 11. Dezember 1926 in Brooklyn und wurde dann dort auf dem Holy Cross Cemetery beigesetzt.